# Maya Kendrick
Maya Kendrick (Bellingham, Washington; 9 de mayo de 1997) es una actriz pornográfica y modelo erótica estadounidense.

## Biografía
Nació en la ciudad de Bellingham, en el condado de Whatcom del estado de Washington. Poco después de cumplir los 18 años comenzó una breve carrera como modelo de cámara web y modelo erótica. Tras contactar con una agencia de modelaje profesional de Los Ángeles, dedicada a la industria pornográfica, cambió Washington por California, debutando como actriz pornográfica en 2016, a los 19 años.
Consiguió su primer contrato importante de la industria después de fichar por la agencia Nexxxt Level Talent Agency, con la que consiguió rodar para productoras como Wicked Pictures, Lethal Hardcore, Evil Angel, Kink.com, Pure Taboo, Zero Tolerance, Reality Kings, Bangbros, Girlfriends Films, New Sensations, Naughty America, Elegant Angel o Digital Sin, entre otras.
Ha rodado más de 390 películas como actriz.
Algunas películas suyas son Axel Braun's Bush, Bratty Sis, Dirty Talkin' Stepdaughters 6, Flawless, Hairy Muffs 2, Lesbian Anal 2, One Step Ahead, She Likes It Rough 2 o Two of A Kind.

## Premios y nominaciones
| Año  | Ceremonia                   | Resultado | Premio                                   | Trabajo                 |
| ---- | --------------------------- | --------- | ---------------------------------------- | ----------------------- |
| 2018 | Spank Bank Awards           | Nominada  | Best Vocals                              | —                       |
| 2018 | Spank Bank Awards           | Nominada  | Pretty In Pink                           | —                       |
| 2019 | Premios AVN                 | Nominada  | Premio fan: Clip Star favorita           | —                       |
| 2019 | Spank Bank Awards           | Nominada  | Amazing Anal Artist of the Year          | —                       |
| 2019 | Spank Bank Awards           | Nominada  | Best Vocals                              | —                       |
| 2019 | Spank Bank Awards           | Nominada  | Cock Worshipper of the Year              | —                       |
| 2019 | Spank Bank Awards           | Nominada  | Creampied Cutie of the Year              | —                       |
| 2019 | Spank Bank Awards           | Ganadora  | DP Dynamo of the Year                    | —                       |
| 2019 | Spank Bank Awards           | Nominada  | Fetish Virtuoso of the Year              | —                       |
| 2019 | Spank Bank Awards           | Nominada  | Master of Missionary                     | —                       |
| 2019 | Spank Bank Awards           | Ganadora  | Ravishing Redhead of the Year            | —                       |
| 2019 | Spank Bank Awards           | Nominada  | Spit Roasted Superstar of the Year       | —                       |
| 2019 | Spank Bank Awards           | Nominada  | The Most Fapped To Girl of the Year      | —                       |
| 2019 | Spank Bank Technical Awards | Ganadora  | Most Polite Blowjob Artist               | —                       |
| 2020 | Premios AVN                 | Nominada  | Mejor escena de sexo con transexual      | Transfixed 2            |
| 2020 | Premios XBIZ                | Nominada  | Mejor escena de sexo en realidad virtual | Dirty Little Fuck Thing |